# Darren Sutherland
Darren John Sutherland (Dublino, 18 aprile 1982 – Londra, 14 settembre 2009) è stato un pugile irlandese.

## Palmarès
- Olimpiadi

Pechino 2008: bronzo nei pesi medi.
- Campionati dell'UE

Dublino 2007: oro nei pesi medi.
Cetniewo 2008: oro nei pesi medi.